# كوزوي أمانو
كوزوي أمانو (باللغة اليابانية 天野　こずえ، بالروماجي Amano Kozue) هي كاتبة ورسامة مانغا يابانية. اشتهرت كمؤلفة قصة المانغا آريا، والتي اشتهرت بشدّة وتم تحويلها إلى ثلاثة مسلسلات أنيمي وأيضاً رسوم متحركة أصلية للفيديو (أوفا).
ابتداءً من خريف 2010 تحول إصدار أعمال أمانو من إصدار شهري إلى إصدار فصلي (كل ثلاثة أشهر) بسبب الحمل واضطرارها للعناية بطفلها.

## أعمالها
- Roman Club (باليابانية: 浪漫倶楽部، بالروماجي: Rouman Kurabu، أي نادي الرومناس) نُشرت بين عامي 1995-1996 في [4] غانغان كوميكس سكوير إنكس وأعيدت طباعتها في 2005 من قبل [5] ماغ غاردين.
- Mumuukai (باليابانية: 夢空界) مجموعة من القصص القصيرة معرفة باسم Amano Kozue Tanpenshuu الجزء الأول. نشرت عام 1996 في [4] Square Enix وأعيدت طباعتها في 2004 من قبل [6] Mag Garden.
- Crescent Noise (باليابانية: クレセントノイズ، بالروماجي: Kuresento Noizu) نشرت بين عامي 1999-2001 في [4] Square Enix.
- Sora no Uta (باليابانية: 空の謳) مجموعة من القصص القصيرة معروفة باسم Amano Kozue Tanpenshuu الجزء الثاني. نشرت عام 1999 في [4] Square Enix وأعيدت طباعتها في 2004 من قبل [7] Mag Garden.
- Ohi-same Egao (باليابانية: おひさま笑顔، أي ابتسامة الشمس)، عُرفت أيضاً باسم Princess' Smile أي ابتسامة الأميرة، نشرت عام 2000 في [4] Square Enix.
- أكوا (توضيح) (باليابانية: アクア) نشرت عام 2001 في [4] Square Enix وأعيدت طباعتها في 2003 من قبل [8] Mag Garden.
- ARIA (باليابانية: アリア) نشرت بين عامي 2002-2008 في [9] Monthly Comic Blade Mag Garden.
- Amanchu! (باليابانية: あまんちゅ！) بدأ نشرها في 2008 ولا يزال قائماً في [10] Monthly Comic Blade Mag Garden.

## وصلات خارجية
- كوزوي أمانو على موقع IMDb (الإنجليزية)
- كوزوي أمانو على موقع ألو سيني (الفرنسية)
- كوزوي أمانو على موقع قاعدة بيانات الفيلم (الإنجليزية)
- كوزوي أمانو على موقع كينوبويسك (الروسية)
- كوزوي أمانو على موقع ANN person (الإنجليزية)

- صفحة Kozue Amano في شبكة أخبار الأنمي.